# Bou Argoub
Bou Argoub (arabe : بوعرڨوب) est une ville tunisienne située à une quarantaine de kilomètres au sud de Tunis, à l'entrée de la péninsule du cap Bon.
Rattachée administrativement au gouvernorat de Nabeul, elle constitue une municipalité comptant 11 990 habitants en 2014. Celle-ci est composée du centre de la petite ville de Bou Argoub et de deux arrondissement municipaux (Sidi El Dhahir et Belli) qui y sont rattachés depuis le 1er mars 1994.
Située au pied de la dorsale tunisienne dans la plaine de Grombalia, sur les axes routiers RN1 et A1 et à proximité de l'agglomération de Tunis et du port de Radès, elle accueille deux zones industrielles. Les entreprises de la Société de fabrication des boissons de Tunisie (SFBT), dans l'industrie agroalimentaire, et Assad, dans l'industrie électrique, sont les principaux employeurs.
Une prison civile de haute sécurité prévue pour accueillir plus de 1 000 prisonniers se situe dans l'arrondissement de Belli,.
Curiosité architecturale, le territoire de la ville abrite l'une des rares constructions de Tunisie effectuée dans le style moderniste des années 1930 : la villa du Zodiac, dite aussi palais Mussolini, édifiée en 1935 par l'architecte italien Ugo Chiarini pour une famille de colons siciliens.
L'arrondissement municipal de Belli abrite la mosquée Sidi Masri construite à l'époque de l'arrivée des Andalous en Tunisie. Elle est considérée comme la plus ancienne mosquée de toute la région du cap Bon et fait un large usage de matériaux de réemploi de l'Antiquité romaine : les coupoles sont soutenues par un total de 32 colonnes et leurs chapiteaux de style corinthien, dorique ou ionique et les murs de la mosquée font usage de pierres antiques. 

## Agriculture
Bou Argoub est un important centre agricole dédié aux cultures maraîchères et arboricoles (olivier, arbres fruitiers, etc.) et à la viticulture. La ville est connue pour la production d'un vin rouge, le Château Bou Argoub, figurant dans l'AOC Mornag et pour ses figues de Barbarie de variété tardive.
La ville est en effet la première municipalité de Tunisie en terme d'exportation de figues de Barbarie (avec 700 tonnes de fruits exportés en 2023) et 1 500 agriculteurs de la délégation impliqués dans sa culture. La variété de Bou Argoub, potentiellement labellisable d'origine contrôlée, est une variété tardive obtenue par la pratique de la Scozzolatura sur les plants de cactus. Cette technique est une autre connexion historique de la ville avec l'Italie car cette technique de castration (qui consiste à supprimer lors de la floraison tous les boutons floraux et les jeunes cladodes pour provoquer une autre vague de floraison et obtenir des fruits hors de la période habituelle) a été découverte en Sicile au début du XIXe siècle. En 2024, la culture de ce fruit s'étend sur 800 hectares (avec un rendement moyen de huit à douze tonnes par hectare), même si la production est menacée par l'extension de l'infestation par la cochenille Dactylopius opuntiae (en).
Le barrage El Masri sur l'oued du même nom, situé sur les hauteurs de la ville, fournit l'irrigation nécessaire aux productions agricoles de la région. 